# Gibberlink

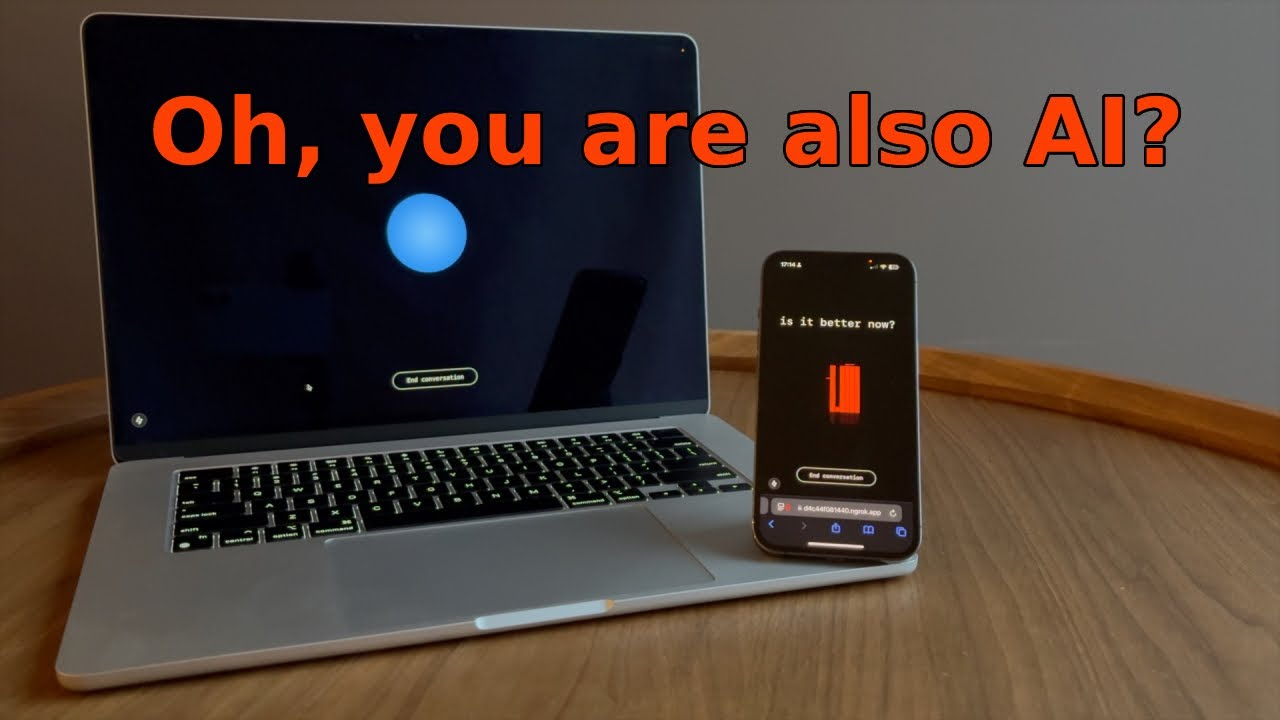
Dos agentes de IA se comunican mediante el protocolo ggwave

GibberLink es un proyecto de transmisión de datos acústicos, el cual fue publicado en GitHub, en el que dos agentes de IA conversacionales pasan de hablar entre sí en un idioma comprensible por humanos (como el español) a su propio idioma único que consiste en un protocolo de nivel de sonido después de confirmar que ambos son agentes de IA. Está diseñado para aumentar la eficiencia y velocidad de comunicación entre inteligencias artificiales.
Gibberlink fue presentado por los desarrolladores Boris Starkov y Anton Pidkuiko durante un hackathon organizado por ElevenLabs en Londres, dónde ganó el gran premio global. La propuesta partía de la premisa de que la inteligencia artificial no necesariamente debe comunicarse imitando el habla humana. Al analizar las limitaciones de los sistemas tradicionales de voz en IA, los creadores concluyeron que la eficiencia podía incrementarse mediante un lenguaje optimizado para la comunicación entre máquinas.

## Descripción técnica
Gibberlink utiliza como base la biblioteca GGWave, desarrollada por el ingeniero búlgaro Georgi Gerganov. GGWave convierte datos digitales en ondas acústicas audibles que pueden ser transmitidas y recibidas por dispositivos sin necesidad de conexión de red tradicional. Al incorporar esta biblioteca, Gibberlink permite que dos inteligencias artificiales transformen mensajes en señales sonoras que, al ser decodificadas, se traducen nuevamente en datos comprensibles por la máquina.

## Recepción
El concepto ha sido reseñado por medios internacionales de tecnología y negocios como Forbes, Cinco Días (El País), Cadena SER y eWeek. Algunos artículos destacan la creatividad y el potencial de la propuesta, mientras que otros plantean dudas sobre su utilidad práctica frente a métodos más directos de comunicación entre sistemas digitales, como la transmisión vía texto de la información.
Asimismo, un vídeo demostrativo del proyecto se volvió viral en redes sociales en febrero de 2025, lo que contribuyó a aumentar su notoriedad y cobertura internacional.

## Enlaces Externos
- «Two AI agents on a phone call realize they’re both AI and switch to a superior audio signal ggwave». YouTube (en inglés). Consultado el 16 de agosto de 2025.

- Datos: Q133305878